# Saint-Priest-Taurion
 Saint-Priest-Taurion  ( en occitano Sent Préch Taurion) es una población y comuna francesa, en la región de Lemosín, departamento de Alto Vienne, en el distrito de Limoges y cantón de Ambazac.
En la comuna confluyen los ríos Taurion y Vienne.

## Demografía
| 1485 | 1681 | 1656 | 1687 | 1690 | 2266 | 2506 | 2613 | xx |
| Para los censos de 1962 a 1999 la población legal corresponde a la población sin duplicidades (Fuente: INSEE [Consultar]) |      |      |      |      |      |      |      |    |